# Norweskie Siły Zbrojne

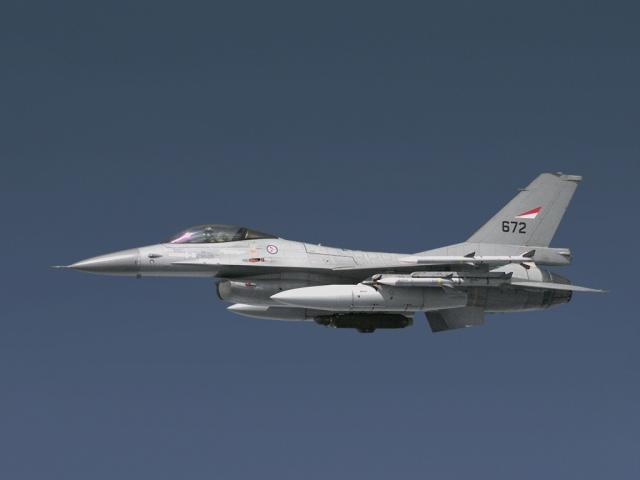
Norweskie Siły Powietrzne posiadają 47 samolotów F-16A oraz 10 F-16B

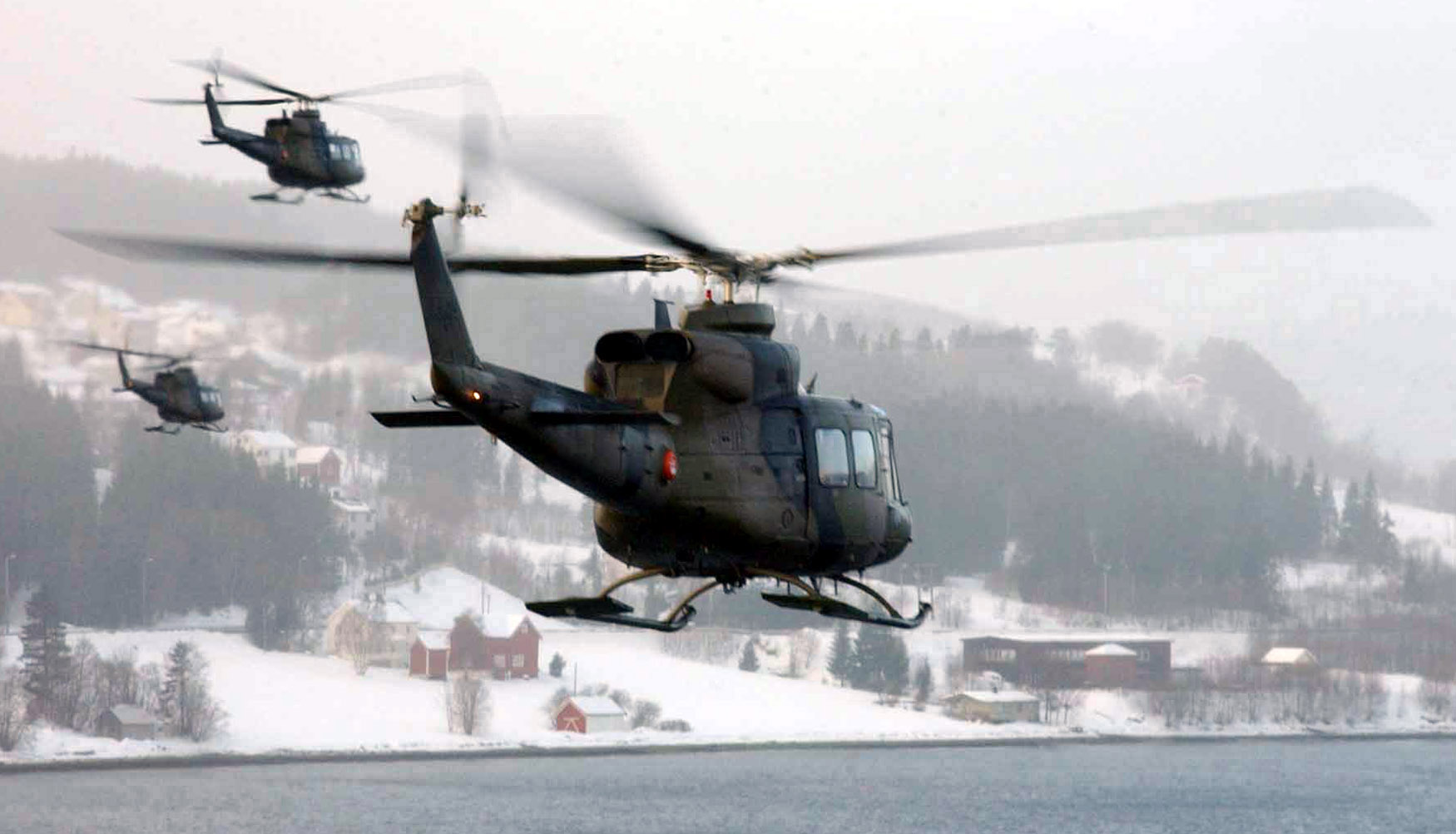
Bell 412SP

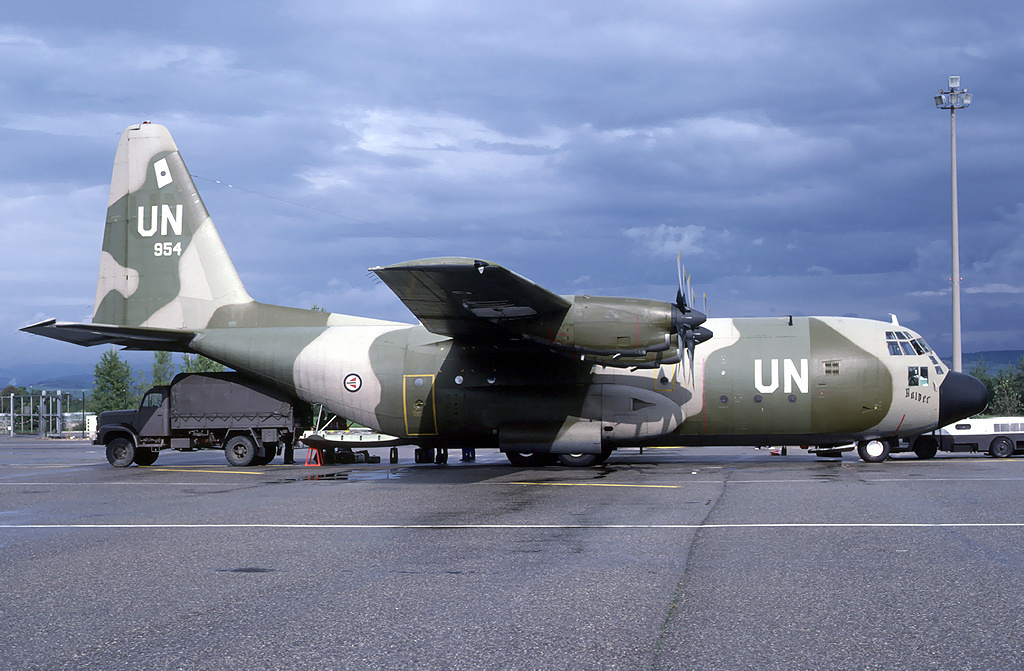
Norweski samolot transportowy C-130

Norweskie Siły Zbrojne (norw. Forsvaret) – formacja wojskowa stojąca na straży suwerenności Królestwa Norwegii.
Wojska norweskie w 2014 roku liczyły 26,2 tys. żołnierzy służby czynnej oraz 45,3 tys. rezerwistów. Według rankingu Global Firepower (2014) norweskie siły zbrojne stanowią 39. siłę militarną na świecie, z rocznym budżetem na cele obronne w wysokości 7 mld dolarów (USD).
Norweskie Siły Zbrojne zostały utworzone w 1628 roku. Podlegają Ministerstwu Obrony (ministrem obrony jest Anne-Grete Strøm-Erichsen), a ich naczelnym dowódcą jest formalnie król Harald V, a faktycznie Szef Sztabu Generalnego gen. Sverre Diesen. Od 1949 roku Norwegia jest członkiem NATO.
Norweskie Siły Zbrojne składają się z 4 komponentów Królewskiej Armii Norweskiej (Hæren), Królewskiej Marynarki Wojennej (Sjøforsvaret), Królewskich Sił Powietrznych (Luftforsvaret) i Obrony Krajowej (Heimevernet).
Dowodzeniem Siłami Zbrojnymi Norwegii zajmują się: Sztab Generalny w Oslo, Narodowe Dowództwo Sił Połączonych w Jåttå koło Stavanger (dowodzi operacjami sił norweskich na całym świecie) i Organizacja Logistyczna Sił Zbrojnych Norwegii w Kolsaas koło Oslo (odpowiada m.in. za zakupy, inwestycje, zaopatrzenie, systemy informatyczne, magazyny materiałowe i składy wojskowe).

## Królewska Armia Norweska

### Liczebność
- stan pokojowy: 7500 żołnierzy
- stan wojenny: 9500 żołnierzy

### Organizacja
Armia Norweska składa się z następujących dowództw:
- Dowództwo Sił Lądowych, zlokalizowane w mieście Tromsø
- Dowództwo Sił Specjalnych
- Dowództwo Transformacji i Doktryn (TRADOK)

W skład Armii Norweskiej wchodzą następujące jednostki:
- Mobilne dowództwo taktyczne (6 Dywizja) – mobilne, dywizyjne dowództwo taktyczne, stacjonujące w mieście Heggelia (koło Tromsø, za kołem polarnym). W czasie pokoju podlega mu Brygada Północ, w sumie ok. 4200 żołnierzy, a w czasie wojny także rezerwowa 6 Brygada i inne jednostki, razem ok. 12 000 żołnierzy.
- Brygada zmechanizowana (Brygada Północ) – jedyna pełna brygada armii norweskiej w służbie czynnej czasu „P”. Podobnie jak dowództwo 6 Dywizji, jej sztab stacjonuje w Heggelii, a jej jednostki (skład podany niżej) znajdują się w większości w okolicznych garnizonach.
  - Batalion Telemark – zmechanizowana jednostka szybkiego reagowania, stacjonująca w Rena. Liczy 475 żołnierzy i składa się z: kompanii pancernej (13 czołgów Leopard 2A4), 3. kompanii piechoty (wyposażonej w bojowe wozy piechoty CV90), 4. kompanii piechoty (z transporterami opancerzonymi SISU XA-186), kompanii inżynieryjnej i kompanii dowodzenia (6 plutonów: dowodzenia, rozpoznawczy, ciężkich moździerzy, namierzania celów dla lotnictwa i artylerii, medyczny i logistyczny)
  - 2. Batalion – zmechanizowany batalion stacjonujący w Skjold. Liczy 450 żołnierzy i składa się ze sztabu, 3 kompanii zmechanizowanych (z CV90), kompanii wsparcia i kompanii rozpoznawczej.
  - Batalion Pancerny – zmechanizowana grupa bojowa, stacjonująca w Setermoen. Liczy 500 żołnierzy i składa się z kompanii czołgów, dwóch kompanii piechoty, kompanii rozpoznawczej i kompanii dowodzenia. Na wyposażeniu są czołgi Leopard 2 i bojowe wozy piechoty CV90.
  - Batalion Artylerii – stacjonuje w Setermoen, liczy ok. 550 żołnierzy. Składa się z 3 baterii dział samobieżnych M109A3, baterii namierzania celów i baterii dowodzenia.
  - Batalion Inżynieryjny – stacjonuje w Skjold i liczy 460 żołnierzy. Składa się ze sztabu i 4 kompanii: obrony przed bronią atomową, biologiczną i chemiczną; maskowania obiektów/konstrukcyjnej; saperów pancernych; budowy mostów.
  - Batalion Łączności – stacjonuje w Heggelia i liczy 350 żołnierzy. Składa się ze sztabu i 3 kompanii o różnych zadaniach.
  - Batalion CSS (logistyczny) – batalion logistyczny stacjonujący w Rena i liczący ok. 500 żołnierzy. CSS to angielski skrót od Combat Service and Support, czyli bojowa obsługa i wsparcie. Jednostka zajmuje się zaopatrzeniem, zakwaterowaniem i transportem wojsk norweskich. Składa się z dowództwa i 4 kompanii.
  - Batalion Sanitarny – jednostka medyczna z Setermoen, licząca 220 żołnierzy. Składa się z dowództwa i 2 kompanii medycznych.

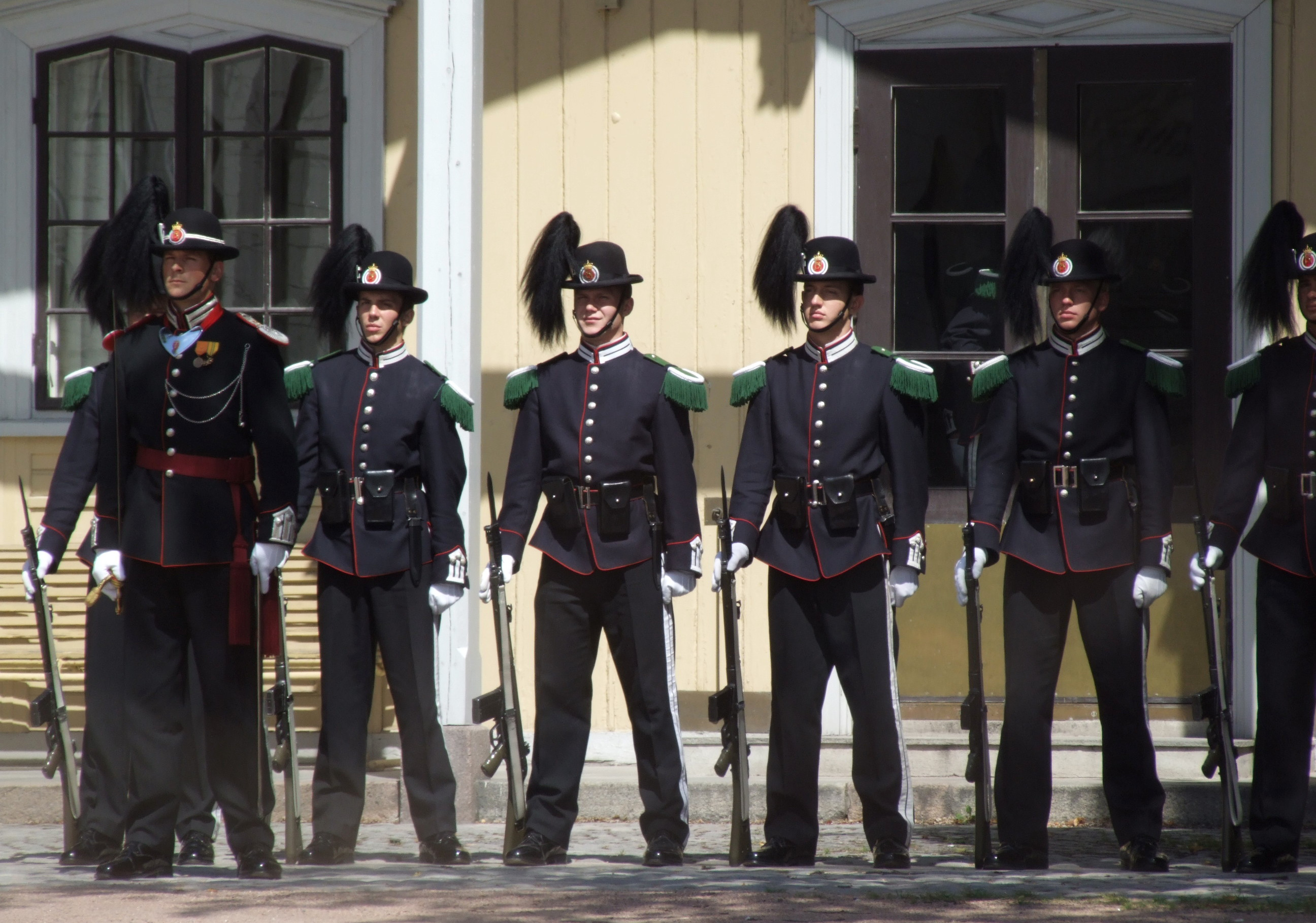
Gwardziści Królewscy podczas uroczystej zmiany warty w Oslo

- Rezerwowa brygada zmechanizowana (6. Brygada) – jednostka czasu „W”, składa się z trzech batalionów zmechanizowanych i batalionu artylerii samobieżnej.
- Gwardia Królewska (Hans Majestet Kongens Garde) – elitarny batalion lekkiej piechoty z Oslo, liczący 900 żołnierzy i 250-400 rekrutów. Składa się z 3 kompanii strzelców (1., 2. i 4. Kompania, każda ma 5 plutonów: dowodzenia, eskortowy, zmechanizowany, wartowniczy, rozpoznania), kompanii dowodzenia i wsparcia (5. Kompania), orkiestry wojskowej i oddziału łączności (3. Kompania) oraz jednostki szkolnej (6. Kompania).
- Batalion ISTAR
- Kompania Strzelców – elitarna jednostka dalekiego rozpoznania, licząca ok. 100 żołnierzy i stacjonująca w Porsanger na północy Norwegii. Składa się z dowództwa, jednego plutonu liniowego i plutonu szkolnego.
- Siły Specjalne (Forsvarets Spesialkommando)
- Batalion Straży Granicznej (Garnisonen i Sør-Varanger) – jednostka lekkiej piechoty z Høybuktmoen, licząca 570 żołnierzy. Jej zadaniem jest ochrona granicy norwesko-rosyjskiej (196 km długości). Składa się z dowództwa, 3 kompanii strzelców i oddziału łączności.
- Batalion Żandarmerii Wojskowej – Militaerpoliti, policja wojskowa Sił Zbrojnych Norwegii, liczy ok. 200 funkcjonariuszy (w połowie poborowi). Składa się z 1 batalionu, którego żołnierze znajdują się w 24 różnych bazach wojskowych (dowództwo w Heggelii), z czego największą formacją jest 130-osobowa kompania w Bardufoss wchodząca w skład Brygady Północ. Nieliczna w czasie pokoju, Militaerpoliti w czasie wojny zostałaby wzmocniona przez aż 3710 rezerwistów tworzących 15 jednostek.
- Kompania CIMIC (współpracy cywilno-wojskowej)
- Niewielkie jednostki samodzielne (m.in. oddział walki psychologicznej, chemiczny, paliwowy, mostowy i inne)

#### Uzbrojenie
- karabiny AG3 (norweska wersja HK G3)
- karabiny HK 416 (obecnie zastępują AG3)
- pistolety P80 (norweska wersja Glock 17) i HK USP
- pistolety maszynowe HK MP5 i HK MP7
- karabiny wyborowe Barrett M82A1, Vapensmia NM149 i HK MSG-90
- karabiny maszynowe MG3 i Browning M2, obecnie wprowadzany FN MINIMI
- granatniki ppanc. M72 LAW i Carl Gustav
- wyrzutnie rakiet ppanc. TOW2 (48 szt.), Eryx (228 szt.) i Javelin
- przenośne wyrzutnie rakiet plot. Bofors RBS-70
- czołgi Leopard 1 A5NO (15 w służbie, 74 w magazynach) i Leopard 2 A4NO (52 sztuki w służbie)
- pojazdy bojowe piechoty CV 9030 (104 sztuki)
- transportery opancerzone SISU XA-186 (75 sztuk)
- pojazdy opancerzone rodziny M113 (łącznie ok. 670 szt., z czego ok. 440 operacyjnych)
- działa samobieżne M109 A3GN (18 szt. w służbie czynnej, 18 w rezerwie, 20 w magazynach)
- wyrzutnie rakietowe M270 (12 szt. w rezerwie)
- moździerze BK kal. 81 mm (36 szt. w służbie czynnej)
- opancerzone samochody Iveco LMV (25 szt.)
- samochody Mercedes klasy G, Nissan Terrano II, Toyota Land Cruiser i Land Rover Wolf
- bojowe pojazdy inżynieryjne (31 szt.)
- gąsienicowe pojazdy rozpoznawcze Bv 206
- ciężarówki Scania P90 i 113
- łaziki Lynx 5900 i 6900

Oddziały specjalne używają następującego uzbrojenia:
- karabiny HK G36 i Diemaco C8
- karabinki maszynowe FN Minimi Para
- pistolety HK USP
- karabiny snajperskie L96

## Królewska Marynarka Wojenna

Bandera Norweskiej Królewskiej Marynarki Wojennej

### Liczebność
- stan pokojowy: 3700 żołnierzy (z czego ok. 800 w Straży Przybrzeżnej)
- stan wojenny: 4500 żołnierzy

### Organizacja
- Flota Norweska
  - Dowództwo Królewskiej Marynarki Wojennej w Bergen
  - Flotylla Fregat
  - Flotylla Torpedowców Rakietowych
    - 21 Eskadra Torpedowców Rakietowych
    - 22 Eskadra Torpedowców Rakietowych

  - Flotylla Okrętów Podwodnych
  - Flotylla Minowców
  - Grupa Wsparcia Floty
  - Grupa Sił Specjalnych Marynarki Wojennej
    - Marinejegerkommandoen, MJK (Dowództwo Strzelców Morskich) – komandosi Marynarki Wojennej
    - Kystjegerkommandoen, KJK (Dowództwo Strzelców Przybrzeżnych) – jednostka typu piechoty morskiej
    - Minedykkerkommandoen (Dowództwo Płetwonurków Minowych) jednostka płetwonurków rozbrajających miny morskie
    - Eskadra Łodzi Taktycznych (20 uzbrojonych łodzi szturmowych typu CB90)
- Straż Przybrzeżna
  - Dowództwo Straży Przybrzeżnej w Oslo
    - Okręg Północny
    - Okręg Południowy

### Uzbrojenie
- 3 fregaty typu Fridtjof Nansen (będzie 5 sztuk do 2010 r.)
  - F310 „Fridtjof Nansen” (2006)
  - F311 „Roald Amundsen” (2007)
  - F312 „Otto Sverdrup” (2008)
- 6 okrętów podwodnych typu Ula
  - S300 „Ula” (1989)
  - S301 „Utsira” (1992)
  - S302 „Utstein” (1991)
  - S303 „Utvær” (1990)
  - S304 „Uthaug” (1991)
  - S305 „Uredd” (1990)
- 14 torpedowców rakietowych typu Hauk (w praktyce są to szybkie okręty patrolowe, wprowadzane od 1979 r.)
- 4 korwety przybrzeżne typu Skjold
  - P961 „Storm” (2008)
- 4 trałowce typu Oksoey (1994) – „Oksøy”, „Karmøy”, „Måløy”, „Hinnøy”
- 4 trałowce typu Alta (1996) – „Alta”, „Otra”, „Rauma”, „Glomma”
- 1 stawiacz min typu Vidar – N50 „Tyr”
- 2 duże okręty logistyczne
- 1 okręt szkolny – A350 „Horten”
- 1 jacht królewski – A553 „Norge” (1948)
- Straż Przybrzeżna wyposażona jest w 14 okrętów, 6 śmigłowców i 2 samoloty (śmigłowce i samoloty są ze składu Sił Powietrznych)
- oddziały specjalne używają karabinów HK G36 i km-ów M249 SAW.

Norweska Straż Przybrzeżna użytkuje wiele jednostek o dużej wyporności, w sumie 5 okrętów można zakwalifikować jako fregaty, a 6 jako korwety. Największy okręt KMW użytkuje właśnie Straż Przybrzeżna, patrolowiec-lodołamacz „Svalbard” o wyporności 6500 ton.
Okręty Królewskiej Marynarki Wojennej noszą prefiksy „KNM” (od Kongelig Norsk Marine) lub – w języku angielskim – „HMNoS” (od His/Her Norwegian Majesty's Ship). Okręty Straży Przybrzeżnej mają prefiksy „KV” lub – po angielsku – „NoCGV” (Norwegian Coast Guard Vessel).

## Królewskie Siły Powietrzne

Znak na samolotach Norweskich Sił Powietrznych

### Liczebność
- stan pokojowy: 2000 żołnierzy
- stan wojenny: 5500 żołnierzy

### Organizacja
- 132. Skrzydło (Bodø)
  - 331. eskadra (F-16)
  - 332. eskadra (F-16)
  - batalion przeciwlotniczy (NASAMS)
- 133. Skrzydło (Andøya)
  - 333. eskadra (P-3)
- 134. Skrzydło (Sola)
  - 334. eskadra (śmigłowce pokładowe fregat – NH90)
  - 330. eskadra (Sea King; elementy także w bazach Bodø, Ørland, Banak, Rygge)
- 135. Skrzydło (Gardermoen)
  - 335. eskadra (C-130H)
- 137. Skrzydło (Rygge)
  - 717. eskadra (DA-20)
  - 720. eskadra (Bell 412SP, do użytku przez komandosów)
  - 336. eskadra (do testów sprzętu i uzbrojenia; wyposażony w myśliwce F-5)
- 138. Skrzydło (Ørland)
  - 338. eskadra (F-16)
  - batalion przeciwlotniczy (NASAMS)
- 139. Skrzydło (Bardufoss)
  - 337. eskadra (śmigłowce Straży Przybrzeżnej)
  - 339. eskadra (Bell 412SP)
  - 718. eskadra (bezzałogowe statki latające)
  - Szkoła Sił Powietrznych

### Uzbrojenie
- 57 myśliwców F-16 Fighting Falcon (47 F-16A MLU i 10 F-16B MLU)
- 6 morskich samolotów patrolowych P-3 Orion – z tego 2 przydzielone do Straży Przybrzeżnej
- 3 samoloty DA-20 Jet Falcon (2 w wersji walki radioelektronicznej, 1 w wersji transportu VIP-ów)
- 6 samolotów transportowych C-130H Hercules
- 6 śmigłowców Westland Lynx Mk86 – przydzielone do Straży Przybrzeżnej (będą zastąpione przez 8 NH-90)
- 1 śmigłowiec pokładowy fregat NH-90 NFH (w trakcie dostaw; 6 zamówionych)
- 18 śmigłowców Bell Helicopter Textron 412SP
- 12 śmigłowców poszukiwawczo-ratunkowych Sea King Mk43
- 15 samolotów szkolnych Saab Safari
- 5 myśliwców CF-5 Freedom Fighter (używane do testowania uzbrojenia; 2 CF-5A i 3 CF-5B)
- 6 baterii rakiet przeciwlotniczych NASAMS

## Obrona Krajowa

Flaga inspektora generalnego Obrony Krajowej

### Liczebność
- stan pokojowy: 1200 żołnierzy
- stan wojenny: ok. 50 000 żołnierzy

### Organizacja
- Lądowa Obrona Krajowa (zorganizowana w 13 dystryktów)
  - HV-01 z dowództwem w Rygge
  - HV-02 (Lutvann)
  - HV-03 (Heistadmoen)
  - HV-05 (Terningmoen)
  - HV-07 (Kjevik)
  - HV-08 (Vatneleiren)
  - HV-09 (Bergenhus)
  - HV-11 (Setnesmoen)
  - HV-12 (Værnes)
  - HV-14 (Drevjamoen)
  - HV-16 (Elvegårdsmoen)
  - HV-17 (Porsangermoen)
  - HV-18 (Høybuktmoen)
- Morska Obrona Krajowa
- Powietrzna Obrona Krajowa

Obrona Krajowa jest formacją typu milicyjnego, mająca wspomagać armię regularną w obronie kraju. Powstała w 1946 roku. 5000 rezerwistów z OK tworzy tzw. siły szybkiego reagowania – czas ich mobilizacji wynosi do 24 godzin (służą oni czynnie 6-20 dni w roku). 25 000 rezerwistów tworzy tzw. siły wzmocnienia (służba czynna 3-5 dni w roku, krótki czas mobilizacji). Pozostałe 20 000 rezerwistów tworzy tzw. siły wsparcia, nie w pełni wyposażone w sprzęt, głównie do prowadzenia obrony statycznej. Jednostki lądowe mają wspomagać Armię i Straż Graniczną w działaniach obronnych, pomagać ludności w przypadku klęsk żywiołowych itp. Jednostki morskie posiadające ok. 200 okrętów i ok. 130 łodzi ma ochraniać wybrzeże, bazy Marynarki Wojennej i prowadzić operacje ratunkowe. Jednostki powietrzne mają głównie ochraniać bazy lotnictwa.

## Obowiązkowa służba wojskowa
W Norwegii każdy mężczyzna w wieku 19–44 lata jest zobowiązany do służby w siłach zbrojnych. Trwa ona 19 miesięcy i składa się z 12 miesięcy szkolenia (6 miesięcy w Obronie Krajowej), a pozostały czas jest rozłożony na coroczne ćwiczenia. Jednakże w związku z profesjonalizacją armii liczba poborowych w służbie jest mocno ograniczana (w 2007 roku było ich 10 786), a sporą część stanowią ochotnicy (od 2006 roku także kobiety). W Norwegii oddziały wojskowe będące w stałej, czynnej służbie są w całości skadrowane z żołnierzy zawodowych, więc poborowi służą w oddziałach rezerwowych i Obrony Krajowej.
Rocznie komisje lekarskie badają ok. 30 000 młodych mężczyzn (inaczej niż w Polsce sprawdza się także kondycję fizyczną, m.in. pływanie), z których mniej więcej co trzeci-czwarty zostaje powołany lub służy na ochotnika. Według danych urzędu statystycznego Norwegii, w 2007 roku średni wzrost poborowego wynosił 180 cm, waga 75 kg, a 90% przebadanych było w stanie przepłynąć 200 metrów.

## Operacje
13 stycznia 2009 r. za granicą służyło 629 norweskich żołnierzy, w misjach międzynarodowych:
- Afganistan – misja stabilizacyjna NATO (ISAF), łącznie 585 żołnierzy, w składzie:
  - dowództwo kontyngentu (d-ca płk Svein H. Andersen) – 20 żołnierzy,
  - grupa oficerów i żołnierzy w sztabie ISAF w Kabulu – 15 żołnierzy,
  - grupa oficerów i żołnierzy w dowództwie regionalnym „Północ” – 13 żołnierzy;
  - oddział odbudowy prowincji (PRT) w Meymana – 273 żołnierzy;
  - oddział logistyczny – 87 żołnierzy;
  - oddział wsparcia na lotnisku w Kabulu – 10 żołnierzy;
  - zespół łącznikowy OMLT – 17 żołnierzy;
  - siły specjalne w bazie w Kabulu – 150 żołnierzy.

Norwegia jest odpowiedzialna za prowincję Meymana na północy kraju.
- Bośnia i Hercegowina – misja pokojowa Unii Europejskiej (EUFOR), służy tam 5 norweskich oficerów sztabowych w dowództwie EUFOR w Cazin.
- Egipt – misja pokojowa MFO – 6 obserwatorów wojskowych.
- Kosowo – misja pokojowa NATO (KFOR) – 8 oficerów.
- Gruzja – misja pokojowa UE OSSE – 1 obserwator wojskowy.
- Misje pokojowe ONZ:
  - misja pokojowa UNMIS w Sudanie – 23 żołnierzy (obserwatorzy, oficerowie sztabowi i oddział medyczny);
  - misja pokojowa UNTSO na Bliskim Wschodzie – 12 obserwatorów;
  - misja pokojowa UNIFIL w Libanie – 5 oficerów.

Norwegia nie posiada stałych baz zagranicznych ani nie gości na stałe na swym terytorium obcych wojsk. Jednakże od marca 2007 r. w Norwegii działa radar NATO w Senja, który zastąpił 40-letni radar w Sørreisa. W Norwegii istnieje też Alianckie Centrum Szkoleniowe Północ, szkolące personel wojskowy NATO głównie w walce w warunkach polarnych.
Svalbard jest od 1920 roku strefą zdemilitaryzowaną, jednak jej okoliczne wody są intensywnie patrolowane przez Straż Przybrzeżną z racji powszechnych nielegalnych połowów dokonywanych przez kutry rosyjskie. Na swych pozostałych koloniach (Jan Mayen i Wyspa Bouveta) Norwegia nie utrzymuje garnizonów, jednakże na Jan Mayen istnieje obsługiwana przez wojsko stacja łączności radiowej LORAN-C z kilkuosobowym personelem.

## Stopnie wojskowe
Poniżej zaprezentowano stopnie wojskowe w trzech rodzajach Norweskich Sił Zbrojnych:
| Korpusy              | Królewska Armia Norweska | Norweskie Królewskie Siły Powietrzne | Norweska Królewska Marynarka Wojenna |
| generałowie          |                          |                                      |                                      |
| -------------------- | ------------------------ | ------------------------------------ | ------------------------------------ |
| generałowie          | General                  | General                              | Admiral                              |
| generałowie          | Generalløytnant          | Generalløytnant                      | Viseadmiral                          |
| generałowie          | Generalmajor             | Generalmajor                         | Kontreadmiral                        |
| generałowie          | Brigader                 | Brigader                             | Flaggkommandør                       |
| oficerowie starsi    | Oberst                   | Oberst                               | Kommandør                            |
| oficerowie starsi    | Oberstløytnant           | Oberstløytnant                       | Kommandørkaptein                     |
| oficerowie starsi    | Major                    | Major                                | Orlogskaptein                        |
| oficerowie młodsi    | Kaptein/Rittmester       | Kaptein/Rittmester                   | Kapteinløytnant                      |
| oficerowie młodsi    | Løytnant                 | Løytnant                             | Løytnant                             |
| oficerowie młodsi    | Fenrik                   | Fenrik                               | Fenrik                               |
| podoficerowie starsi | Sersjantmajor            | Sersjantmajor                        | Flaggmester                          |
| podoficerowie starsi | Kommandérsersjant        | Kommandérsersjant                    | Orlogsmester                         |
| podoficerowie starsi | Stabssersjant            | Stabssersjant                        | Flotiljemester                       |
| podoficerowie starsi | Oversersjant             | Oversersjant                         | Skvadronmester                       |
| podoficerowie młodsi | Sersjant 1. klasse       | Vingsersjant                         | Senior kvartermester                 |
| podoficerowie młodsi | Sersjant                 | Sersjant                             | Kvartermester                        |
| podoficerowie młodsi | Korporal                 | Ledende spesialist                   | Konstabel                            |
| podoficerowie młodsi | Visekorporal 1. klasse   | Spesialist                           | Senior visekonstabel                 |
| podoficerowie młodsi | Visekorporal             | Visespesialist                       | Visekonstabel                        |
| szeregowi            | Ledende menig            | Ledende flysoldat                    | Ledende menig                        |
| szeregowi            | Menig                    | Flysoldat                            | Menig                                |

Uwaga: w wojskach pancernych szeregowy to dragon, a kapitan – rotmistrz, natomiast w Gwardii Królewskiej szeregowy to gwardzista.

## Budżet
W 2006 roku w Norwegii wydatki ministerstwa obrony wyniosły 30 418 mld koron (4,87 mld USD). Jest to 1,4% norweskiego PKB i 4,5% wydatków budżetu centralnego. Pieniądze wydano w 34% na personel wojskowy i cywilny, w 41% na utrzymanie i serwisowanie sprzętu oraz 25% na zakup i modernizację uzbrojenia (dane Ministerstwa Obrony). W budżecie na rok 2007 zarezerwowano dla wojska 31 mld koron, a w roku przyszłym planuje się wydać 31,5 mld (w 30% na inwestycje). W latach 2005–2008 zakupy sprzętu mają kosztować w sumie 30 780 mln koron (ok. 5 mld USD), z czego najwięcej dostanie marynarka wojenna (11 380 mln koron). Na przestrzeni lat budżet wojskowy Norwegii kształtował się następująco (dane NATO, https://web.archive.org/web/20050212204241/http://www.nato.int/issues/defence_expenditures/index.html):
| Kategoria                                           | 1970 r. | 1975 r. | 1980 r. | 1985 r. | 1990 r. | 1995 r. | 2000 r. | 2004 r. | 2005 r. | 2006 r. | 2007 r. |
| --------------------------------------------------- | ------- | ------- | ------- | ------- | ------- | ------- | ------- | ------- | ------- | ------- | ------- |
| Wydatki wojskowe w mld koron (ceny bieżące)         | 2,8     | 4,8     | 8,2     | 15,4    | 21,3    | 22,2    | 25,7    | 32,9    | 31,5    | 31,8    | 32,5    |
| Wydatki wojskowe w mld koron (ceny stałe z 2000 r.) | 17,6    | 17,8    | 20,3    | 24,8    | 26,8    | 24,9    | 25,7    | 30,0    | 27,6    | 27,5    | 27,4    |
| Wydatki wojskowe jako % PKB                         | 4,1%    | 3,2%    | 2,9%    | 3,1%    | 3,2%    | 2,3%    | 1,8%    | 1,9%    | 1,6%    | 1,5%    | 1,4%    |
| Wydatki na sprzęt (% ogółu wydatków)                | ok. 17% | 11,6%   | 19,3%   | 24,6%   | 22,6%   | 25,4%   | 19,4%   | 22,9%   | 21,1%   | 19,4%   | 24,1%   |
| Liczba żołnierzy (tysięcy)                          | 37      | 38      | 40      | 36      | 51      | 38      | 32      | 22      | 18      | 20      | 20      |

## Norwegia i traktat CFE
Norwegię obowiązuje traktat o ograniczeniu zbrojeń konwencjonalnych w Europie (CFE). W stosunku do Norwegii są bardzo restrykcyjne. Z tego powodu w latach 90. Norwegia zmuszona była mocno ograniczyć liczebność swojej armii. Sytuację pokazuje tabela (dane SIPRI):
| Kategoria                          | Limit CFE | Stan na 1 I 1990 | Stan na 1 I 1995 | Stan na 1 I 2000 | Stan na 1 I 2005 | Stan na 1 I 2008 |
| ---------------------------------- | --------- | ---------------- | ---------------- | ---------------- | ---------------- | ---------------- |
| Czołgi podstawowe (sztuk)          | 170       | 205              | 208              | 170              | 165              | 141              |
| Opancerzone pojazdy bojowe (sztuk) | 275       | 146              | 187              | 218              | 213              | 230              |
| Artyleria (sztuk)                  | 491       | 531              | 402              | 189              | 112              | 68               |
| Samoloty bojowe (sztuk)            | 100       | 90               | 78               | 73               | 57               | 57               |
| Śmigłowce bojowe (sztuk)           | 24        | 0                | 0                | 0                | 0                | 0                |
| Żołnierze (tysięcy)                | 32,0      | ok. 51           | 23,0             | 21,0             | 20,8             | 20,0             |

## Transformacja Norweskich Sił Zbrojnych
Obecnie Norweskie Siły Zbrojne realizują szereg inwestycji, by się unowocześnić. Najważniejsze trwające programy to:
- wymiana karabinów AG3 na Heckler & Koch 416 (na razie zamówiono 8200 sztuk)
- kupno bezzałogowych samolotów rozpoznawczych dla wojsk lądowych
- modernizacja czołgów Leopard 2A4 do standardu A5 i wycofanie ze służby Leopardów 1
- wymiana fregat typu Oslo na fregaty typu „Fridtjof Nansen” (do 2010)
- zakup 6 niezwykle szybkich (osiągających do 60 węzłów) torpedowców niewidzialnych dla radarów typu Skjold (do 2009 r.)
- zakup 6 śmigłowców NH90 do służby na nowych fregatach
- wymiana 6 śmigłowców Lynx (ze Straży Przybrzeżnej) na 8 nowych NH90
- budowa niemal od zera znacznej floty logistycznej z okrętami desantowymi typu LPD (2 sztuki), tankowcami, zaopatrzeniowcami itp.
- zwiększenie liczby okrętów Straży Przybrzeżnej, przez zakup 5 okrętów typu Nornen (zrealizowano) i 3 typu Barentshav
- zakup śmigłowców wielozadaniowych dla sił specjalnych (możliwe, że także wymiana Bell 412SP)
- wymiana 12 śmigłowców ratunkowych Westland Sea King na 15 nowych maszyn (jeszcze nie określonych)
- wymiana 6 samolotów transportowych C-130E/H na 4 nowe C-130J-30 (2008–2010) oraz 1 uniwersalny tankowiec/transportowiec (jeszcze nie określony)
- wymiana myśliwców F-16 na 48 nowych maszyn od 2016 roku. W listopadzie 2008 roku przetarg wygrał amerykański F-35A Lightning II.
- wymiana haubic M109 na nowe szwedzkie haubice Archer (zamówiono 24 sztuki).

### Historia

#### Norweskie Siły Zbrojne podczas II wojny światowej
Na początku 1940 r. Norweskie Siły Zbrojne były typową formacją milicyjną. Była kiepsko uzbrojona, słabo wyszkolona, z niewielkimi rezerwami mobilizacyjnymi oraz przestarzałymi i częściowo rozbrojonymi fortyfikacjami. Wydatki na wojsko były niewielkie, w roku fiskalnym 1938/39 zaledwie 50 mln koron, co stanowiło ok. 0,8% ówczesnego PKB i ok. 1,3 mld koron licząc w dzisiejszych cenach (podobny poziom utrzymywał się przez cały okres międzywojenny), z czego 49% szło na wojska lądowe, 33% na marynarkę wojenną, 5% na artylerię nabrzeżną i 13% na inne cele.
Trzon Norweskich Sił Zbrojnych stanowiło 2450 zawodowych żołnierzy, w służbie czynnej w 1939 r. było ok. 11 800 poborowych. Obowiązkowa służba wojskowa trwała co najmniej 84 dni. Do wojska brano osoby 20-letnie, które przez 12 lat były potem rezerwistami w armii regularnej, a potem kolejne 12 w armii terytorialnej. Plany obronne zakładały powołanie na wypadek wojny pospolitego ruszenia – Landstormu (znalazłyby się w nim osoby w wieku 18-20 lat i 44-55 lat).
1 stycznia 1940 armia składała się z następujących jednostek:
- 1 Dywizja Piechoty (Halden)
- 2 Dywizja Piechoty (Oslo)
- 3 Dywizja Piechoty (Kristiansand)
- 4 Dywizja Piechoty (Bergen)
- 5 Dywizja Piechoty (Trondheim)
- 6 Dywizja Piechoty (Harstad)
- Pułk Inżynieryjny
- Pułk Przeciwlotniczy
- Korpus Zaopatrzenia (jednostki zaopatrzeniowe i transportowe)
- Służba Medyczna
- Służba Uzbrojenia

Łącznie armia składała się z 50 batalionów piechoty, 3 pułków kawalerii, 12 batalionów artylerii (w tym 6 artylerii górskiej), pułku artylerii przeciwlotniczej, 3 batalionów saperów, batalionu łączności, 2 samodzielnych kompanii cyklistów i jednostek garnizonowych i tyłowych. Nie było dział ppanc. i czołgów. Lotnictwo liczyło 4 eskadry i 72 samoloty (lekkie bombowce Fokker C.V, myśliwce Gloster Gladiator, torpedowce Douglas DT, szkolne Tiger Moth i inne). Siły te uzupełniała armia terytorialna (Landwehr), licząca 16 batalionów piechoty. Służbę Uzbrojenia tworzyły: centralny arsenał w Oslo, arsenały w Raufoss i północnej Norwegii, fabryka broni w Kongsberg i fabryka amunicji w Raufoss. Istniała też m.in. fabryka samolotów Kjeller Flyfabrikk.
Marynarka wojenna posiadała 4 pancerniki obrony wybrzeża, 9 niszczycieli, 26 torpedowców, 9 okrętów podwodnych i 11  stawiaczy min oraz 5 innych jednostek (okręty ochrony łowisk, statki transportowe itp.).
Niemcy zaatakowały Norwegię 9 kwietnia 1940 r. w ramach operacji Weserübung, kompletnie niegotową do wojny. Marynarka i lotnictwo były w częściowym pogotowiu bojowym, a z armii częściowo zmobilizowana była tylko 6. DP za kołem polarnym. Niemcy szybko zajęli miasta nabrzeżne (i tym samym składy broni, ośrodki mobilizacyjne itp.), co spowodowało chaos w armii norweskiej i utrudniło mobilizację. Udało się zmobilizować ok. 50 000 żołnierzy, którzy w luźnych grupach próbowali powstrzymać Niemców (bardziej zorganizowana była jedynie obrona 2. i 6. DP). Jednym z nielicznych sukcesów Norwegów było zatopienie ciężkiego krążownika niemieckiego „Blucher” przez artylerię nadbrzeżną. Norwegię wspomógł aliancki korpus ekspedycyjny, składający się m.in. z polskiej Samodzielnej Brygady Strzelców Podhalańskich. Król Haakon VII schronił się z rządem i resztkami Norweskiej Marynarki Wojennej w Wielkiej Brytanii. Norwegia formalnie nie skapitulowała, armia stawiała opór przez dwa miesiące i została ostatecznie złamana 10 czerwca. Resztki armii schroniły się w Szwecji.
Do walki z okupantem stanęli patrioci skupieni w partyzanckiej armii zwanej Milorg, pod koniec wojny liczącej 40 000 członków. Po upadku Norwegii zaczęto także organizować siły zbrojne na uchodźstwie. W Wielkiej Brytanii utworzono armię, marynarkę wojenną (liczyła do 118 jednostek) i lotnictwo (4 eskadry). Po reorganizacji w 1942 r. armia składała się z: Brygady Norweskiej (z 3 kompaniami strzelców), Samodzielnej Kompanii nr 1 (tzw. kompanii Linga), kompanii komandosów (5. Oddział 10. Alianckiej Grupy Komandosów), kompanii piechoty „Islandia” (stacjonującej tamże), garnizonów na Svalbardzie, Jan Mayen i Georgii Południowej, grupy artylerii nadbrzeżnej w Szkocji, szpitala polowego i plutonu gwardii w Londynie. Liczebność jednostek lądowych wyniosła 1432 żołnierzy na początku 1941 r., 2577 na początku 1943 r. i 3548 na początku 1945 r. Większe siły utworzono w Szwecji (od 1943 r.), gdzie w momencie kapitulacji Niemiec było 12.770 żołnierzy w trzech brygadach. Zaraz po kapitulacji Niemiec armia ta wkroczyła do Norwegii. Ponadto Norwedzy (w liczbie ok. 6000) służyli w oddziałach Waffen-SS, głównie w ramach 23. pułku "Norge". Norweskie siły zbrojne straciły podczas wojny ok. 2000 zabitych, do czego należy dodać 709 zabitych Norwegów w oddziałach niemieckich i ok. 1000 zabitych partyzantów.

#### Norweskie Siły Zbrojne podczas zimnej wojny
Po wojnie armię odbudowano, a na terytorium Norwegii rozmieszczono już niefunkcjonujące bazy Sił Powietrznych USA i US Marine Corps. W celach obronnych utworzono Obronę Krajową, Norwegia wstąpiła także do NATO. W służbie czynnej przez okres zimnowojenny było zwykle 35–40 tys. żołnierzy. Podobnie jak współcześnie, jedynymi oddziałami które w całości znajdowały się w służbie czynnej, była zmechanizowana Brygada Północ, Gwardia Królewska i kilka mniejszych jednostek. Plany obronne NATO zakładały wsparcie obrony Norwegii na wypadek wojny z Układem Warszawskim brytyjską 3 Brygadą Komandosów oraz amerykańską 9 Dywizją Piechoty (do 1985 r.; później zamiast niej 10. Dywizją Górską), a w razie potrzeby II Marine Expeditionary Force z amerykańskiej Piechoty Morskiej.
Skład wojenny armii norweskiej w 1989 r.:
- Dowództwo Północne (Bodoe)
  - 6 Dywizja (Harstad)
    - Brygada Północ (zmechanizowana)
    - 14 Brygada Piechoty
    - 15 Brygada Piechoty

  - Dywizja Trondelag (Trondheim)
    - 11 Brygada Piechoty
    - 12 Brygada Piechoty
    - 13 Brygada Piechoty
- Dowództwo Południe (Oslo)
  - Dywizja Południe (Oslo)
    - Gwardia Królewska
    - 7 Brygada Piechoty
    - 8 Brygada Piechoty

  - Dywizja Wschód (Hamar)
    - Brygada Południe
    - 1 Brygada Piechoty
    - 3 Brygada Piechoty
    - 5 Brygada Piechoty
    - 6 Brygada Piechoty

  - Dywizja Zachód (Kristiansund)
    - 9 Brygada Piechoty
    - 10 Brygada Piechoty

Norweskie Siły Powietrzne posiadały natomiast następujące jednostki:
- 331 Eskadra Myśliwców (16 F-16A)
- 332 Eskadra Myśliwców (16 F-16A)
- 334 Eskadra Myśliwców (16 F-16A)
- 336 Eskadra Myśliwców (30 F-5A)
- 338 Eskadra Myśliwców (16 F-16A)
- 2 baterie rakiet plot. Nike
- 6 baterii rakiet plot. I-Hawk

W czasie zimnej wojny Norweskie Siły Powietrzne używały myśliwców Spitfire, Hurricane, De Havilland Vampire, F-84 Thunderjet, RF-84F Thunderflash, F-86F Sabre, CF-104 Starfighter, F-5 Freedom Fighter i wreszcie F-16 Fighting Falcon.
W czasie zimnej wojny Norweska Marynarka Wojenna była nastawiona na prowadzenie obrony wybrzeża i walkę podwodną, z tego powodu posiadała dużą liczbę małych, szybkich okrętów nawodnych i nawet do 15 okrętów podwodnych. Dopiero po 1991 r. zaczęto kupować duże okręty nawodne, zmniejszając jednocześnie liczbę jednostek ogółem.